# Dynamo Kursk

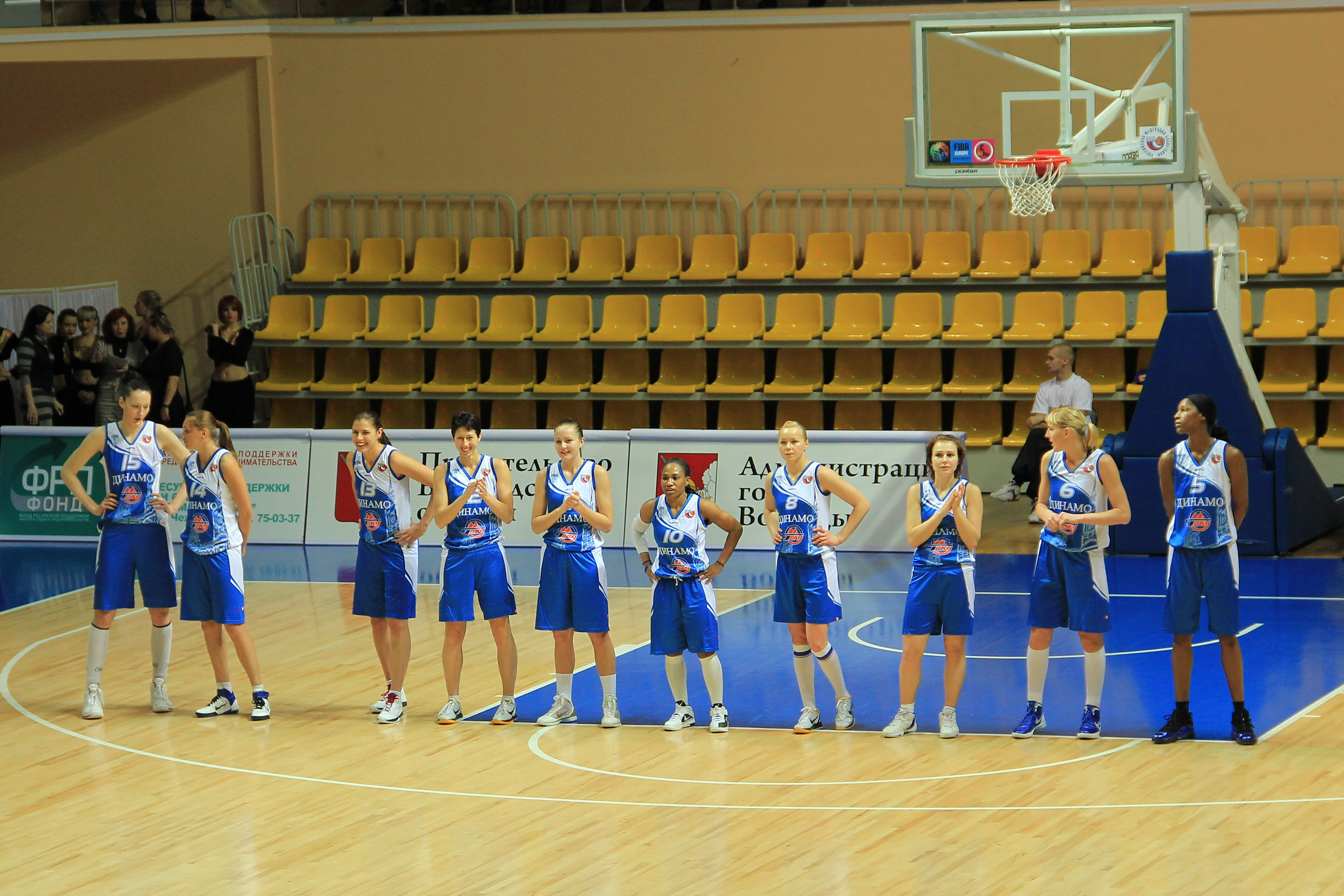
El equipo en 2012.

El Dynamo Kursk es un club ruso de baloncesto femenino. Juegan en el Dynamo Arena de la Universidad Técnica Estatal de Kursk y sus colores son el blanco y el azul. 

## Historia
El club fue fundado en 1994 como Svetlana Kursk y adoptó su nombre actual tres años más tarde. En 1999 debutó en la Premier League rusa.
En la temporada 2011-12 ganó la Eurocopa. Dos años más tarde volvió a llegar a la final sin éxito. 
En su debut en la Euroliga en la 2014-15 alcanzó la Final Four, cayendo en semifinales.

## Títulos
- 1 Euroliga Femenina: 2017
- 1 Eurocopa: 2012
- 1 Baltic Women's Basketball League: 2017
- 1 Copa de Rusia: 2014–15, 2015–16, 2017–18, 2019–20

## Plantilla 2014-15
| Bases                                      | Escoltas                                                                                      | Aleras                                          | Ala-Pívots                                                                                           | Pívots                                                         |
| ------------------------------------------ | --------------------------------------------------------------------------------------------- | ----------------------------------------------- | --- | -------------------------------------------------------------- |
| Isil Alben (1,72) Maria Khrustaleva (1,67) | Seimone Augustus (1,83) Anete Jekabsone (1,77) Maria Myasnikova (1,75) Epiphany Prince (1,75) | Liudmila Sapova (1,88) Evgenia Belyakova (1,82) | Nadezhda Grishaeva (1,95) Jelena Milovanovic (1,90) Nnemkadi Ogwumike (1,89) Kristina Alikina (1,87) | Irina Osipova (1,97) Anna Shchetina (1,95) Tatiana Sema (1,93) |